# Mercurialis
Mercurialis L. è un  genere di piante erbacea appartenente alla famiglia delle Euforbiacee.

## Tassonomia
Il genere comprende le seguenti specie:
- Mercurialis annua L.
- Mercurialis canariensis Obbard & S.A.Harris
- Mercurialis corsica Coss. & Kralik
- Mercurialis elliptica Lam.
- Mercurialis huetii Hanry
- Mercurialis leiocarpa Siebold & Zucc.
- Mercurialis × longifolia Lam.
- Mercurialis ovata Sternb. & Hoppe
- Mercurialis × paxii Graebn.
- Mercurialis perennis L.
- Mercurialis reverchonii Rouy
- Mercurialis tomentosa L.